# مانويل كنول
مانويل كنول (بالألمانية: Manuel Knoll)‏ هو عالم سياسة وفيلسوف ألماني، ولد في 19 نوفمبر 1964 في ميونخ في ألمانيا.

## وصلات خارجية
- الموقع الرسمي